# Crni zmaj
Crni zmaj je 157. epizoda serijala Malog rendžera obјavljena u Lunov magnus stripu #1000. Epizoda je premijerno u Srbiji objavljena 21. juna 2022. Koštala je 270 dinara (2,2 €, 2,5 $). Epizoda je imala 60 strana. Nakon nje nalazi se 2. deo kraće epizode „Senke u šumi” (scenario: Roberto Renci, crtež: Studio Barbato). Izdavač јe bio Golkonda. Autor naslovne stranice je Luiđi Korteđi. Tiraž ove sveske bio je 3.000 primeraka. Epizoda je nastavljena u LMS1004: Lice ubice i LMS1008: Poslednja uloga.)

## Originalna epizoda
Ova epizoda je premijerno objavljena u Italiji kao #157 pod nazivom Il Dragone Nero u decembru 1976. godine. Nacrtao ju je Francesko Gamba i Kamilo Cufi, a scenario su napisali Dečio Kanzio i Tristano Toreli. Koštala je 350 lira.

## Kratak sadržaj
U potrazi za rendžerom Rodžerom Vudsom, Kit i Frenki ulaze na teritoriju na kojoj je dominantan živalj populacija nemačkog etnikog porekla. Kada na proplanku naiđu na zlokoban znak (tri indijanske glave nabijene na kočeve), presreće ih osoba obučena u srednjevekovno viteško odelo sa znakom svastike na grudima. Nakon kraćeg obračuna, vitez beži, a Kit i Frenki nastavljaju ka Alemanija sitiju. Na putu do grada, sreću opsenarsku umetnicu Poli, koja se takođe uputila u Alemanija siti da izvede predstavu. Nakon posete šerifu (koji nosi nemački ratni šlem iz 1. svetskog rata), Kit i Frenki zaključuju da im neće biti lako da pronađu rendžera Vudsa.
Posle predstave Polinog opsenarskog pozorišta, Kit i Poli najverovatnije provode noć zajedno. Poli mu predlaže da mu se pridruži, ali Kit odbija sa obrazloženjem da ima važnija posla od ljubavnih avantura s njom. Nakon toga, u nastupu ljubomornog besa, Poli pokuša da ga ubije, ali je bes popušta. Nakon naredne predstave, u gradić upada grupa vitezova koja kidnapuje Poli. Kit pokušava da nagovori šerifa da krene u potragu, ali on ne pokazuje interes da to učini. Prisutni građani veruju da je kidnapovanje bilo deo pozorišne predstave koju je Poli organizovala.
Kit i Frenki nastavljaju potragu za Vudsom kada ih posećuje nepoznata osoba obučena kao pogrebnik i predlaže da ih odvede kod profesora Adolfa Hajnriha, koji bi mogao da im pomogne. Ovo je, međutim, bila zamka u kojoj Kit i Frenki saznaju da je Vuds poginuo. Kada u podrumu napuštene kuće nalaze njegovu glavu na oltaru na kome stoji nacistička svastika, Kit zaključuje da imaju posla sa sektom ubica. Bežeći iz zamke, nailaze na pleme Pajuta. Njihov poglavica im priča u odnosima sa nemačkim doseljenicima.

## Preskočena epizoda u bivšoj Jugoslaviji
U bivšoj Jugoslaviji, ova epizoda (zajedno sa nastavnica) preskočena je u Lunov magnus stripu najverovatnije zbog nacističkih obeležja koja se u njoj pojavljuju. Da je objavljena, pojavila bi se posle LMS331 Hitac u metu, koja je objavljena krajem 1978. godine.

## Nastavak izlaženja LMS
Ovo je druga epizoda Lunov magnus stripa koja je objavljena posle 1993. godine, kada je serijal prestao da izlazi. Poslednja epizoda nosila je #997, a #998 nikada nije objavljen. Razlog što izdavačka kuća Golconda nije mogla da nastavi sa #998 jeste u tome što je u njemu trebalo da se pojavi Mister No, a izdavačka prava za taj serijal od 2008. godine drži kuća Veseli četvrtak, koja ga izdaje u posebnoj ediciji.

## Repriza u Italiji
Ova epizoda reprizirana je u #79 serijala Il piccolo ranger koju u Italiji od 2012. godine reprizira izdavačka kuća If Edizione. Sve je izašla pod nazivom Il dragone nero/Il volto dell'assassino u 14. decembra 2018. godine. Naslovnu stranu je nacrtao Masimo Rotundo. Koštala je 8 €.